# 舍夫琴科韋 (沃洛達爾卡區)
49°27′7″N 29°46′50″E / 49.45194°N 29.78056°E
舍夫琴科韋（烏克蘭語：Шевченкове）是位於烏克蘭北部的村莊，由基辅州白采爾克瓦區的沃洛達爾卡市鎮負責管轄。該村面積0.57平方公里，海拔高度183米，2001年人口26，人口密度每平方公里45.9人。